# 普瓦夫尔
普瓦夫尔（法語：Poivres，法語發音：[pwavʁ] ⓘ）是法国奥布省的一个市镇，属于特鲁瓦区。

## 地理
普瓦夫尔（48°41'1"N, 4°15'27"E）面积42.51 平方千米，位于法国大東部大區奥布省，该省份为法国中北部省份，北起马恩省，西接塞纳-马恩省，西南至约讷省，东南至科多尔省，东临上马恩省。
与普瓦夫尔接壤的市镇（或旧市镇、城区）包括：马伊勒康、特鲁昂、索姆苏、松皮、苏代。

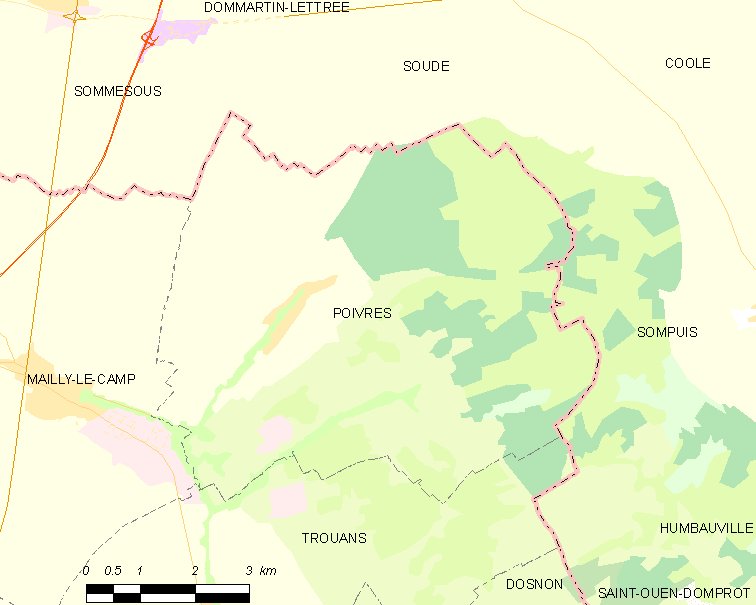
普瓦夫尔的OSM定位图

普瓦夫尔的时区为UTC+01:00、UTC+02:00（夏令时）。

## 行政
普瓦夫尔的邮政编码为10700，INSEE市镇编码为10293。

## 政治
普瓦夫尔所属的省级选区为奥布河畔阿尔西县。

## 人口

1962-2008年间普瓦夫尔人口变化图示

普瓦夫尔于2022年1月1日时的人口数量为156人。